# Chilenische Steineibe
Die Chilenische Steineibe (Podocarpus nubigenus), auch Küsten-Steineibe genannt, ist eine Pflanzenart aus der Gattung Steineiben (Podocarpus) in der Familie der Steineibengewächse (Podocarpaceae).

## Beschreibung

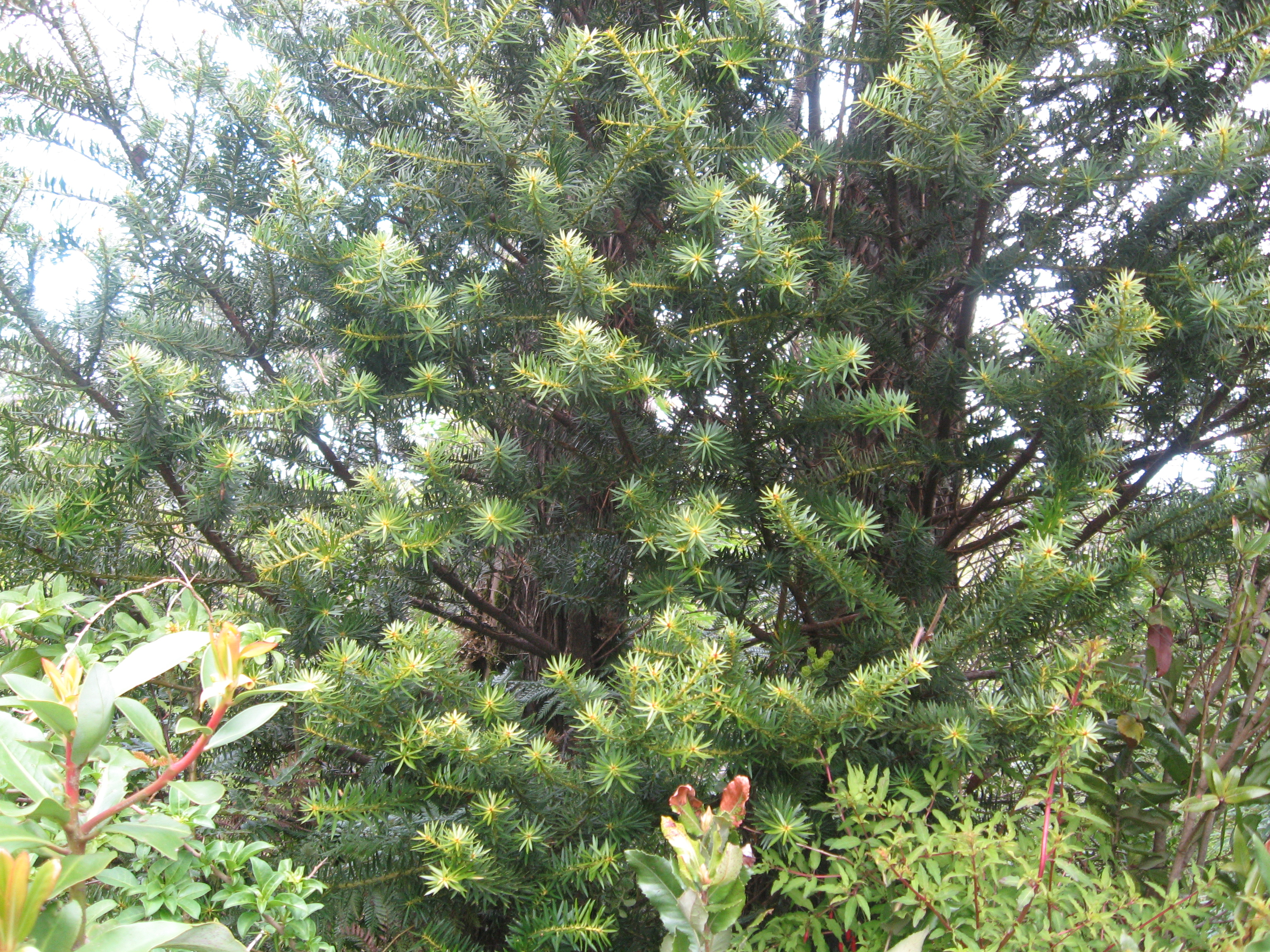
Junges Exemplar

### Vegetative Merkmale
Die Chilenische Steineibe ist ein immergrüner, langsam wachsender Strauch oder Baum, der Wuchshöhen von bis zu 25 Metern oder mehr und Brusthöhendurchmesser (DBH) von bis zu 2 Metern erreicht. Der aufrechte Stamm ist gerade, zylindrisch und kann bis zu einer Höhe von 15 Metern astfrei sein. Die zimtfarbene oder purpurfarben-braune Borke ist an jungen Exemplaren glatt; sie wird später grau. An jungen Exemplaren sind die Zweige aufsteigend und bilden eine pyramidale Baumkrone. An alten Exemplaren bilden die relativ wenigen Äste eine offenere und unregelmäßige Baumkrone. Die beblätterten Zweige sind kräftig bis schlank und bleistiftförmig.
Die Endknospen sind mit einer Länge von etwa 6 Millimetern relativ klein. Die aufrechten oder etwas ausgebreiteten, freien Knospenschuppen sind lanzettlich mit spitzen oberen Enden.
Die wechselständig und spiralig an kräftigen Zweigen ausgewachsener Exemplare angeordneten, steif ledrigen Laubblätter sind bei einer Länge von 1,5 bis 3 Zentimetern sowie einer Breite von 2 bis 4 Millimetern linealisch-lanzettlich, gerade oder wenig sichelförmig gebogen und verschmälern sich zu einem scharf zugespitzten oberen Ende.

### Generative Merkmale
Die Chilenische Steineibe ist zweihäusig getrenntgeschlechtig (diözisch). Die Blütezeit reicht in Patagonien von Dezember bis Januar.
Die männlichen Zapfen stehen zu zweit bis viert je Blatt im oberen Bereich der beblätterten Zweige. Die männlichen Zapfen sind cremefarben und bei einer Länge von 10 bis 20, selten bis 25 Millimetern sowie einem Durchmesser von 2,5 bis 3,5 Millimetern zylindrisch. Die Mikrosporophylle sind deltoid mit zwei kugeligen Pollensäcken.
Die weiblichen Zapfen stehen seitenständig auf relativ kurzen Stielen. Das Podocarpium verdickt sich auf eine Länge von 7 bis 8 Millimetern sowie einen Durchmesser von 6 bis 8 Millimetern und ist rot und färbt sich zur Reifezeit dunkel-purpurfarben. Der Samen ist zusammen mit dem dunkel-purpurfarbengrünen und bei Reife purpurfarbenen Epimatium bei einer Länge von 8 bis 9 Millimetern sowie einem Durchmesser von 6 bis 7 Millimetern eiförmig. Die Samen reifen in Patagonien von Mai bis August.

## Vorkommen und Gefährdung
Podocarpus nubigenus kommt in den südlichen chilenischen Regionen im nördlichen Magallanes, Aisén del General Carlos Ibañez del Campo und Los Lagos (= Region IX bis XII) bis Patagonien vor sowie auch in angrenzenden Gebieten in den argentinischen Provinzen Chubut, Neuquén, Río Negro.
Podocarpus nubigenus gedeiht in sehr feuchten, wolkenverhangenen Gebieten. Sie gedeiht in gemischten gemäßigten Regenwäldern. Ein Beispiel für ein Ökosystem, in dem sie vorkommt, ist der Valdivianischen Regenwald. Podocarpus nubigenus gedeiht in Höhenlagen von 430 ± 380 (0 bis 1000) Metern. Im Verbreitungsgebiet herrschen Jahresdurchschnittstemperaturen von 8,5 °C, mit einem durchschnittlichen Minimum im kältesten Monat von 1,8 °C und einem Jahresdurchschnittsniederschlag von 2160 Millimetern.
In der Roten Liste gefährdeter Arten der IUCN wurde Podocarpus nubigenus 2011 als „Near Threatened“ = „potenziell gefährdet“ bewertet.

## Systematik
Die Erstbeschreibung von Podocarpus nubigenus erfolgte 1851 durch John Lindley in Journal of the Horticultural Society London, Band 6, Seite 264. Das Artepitheton nubigenus bedeutet „aus den Wolken stammend“ und bezieht sich auf den Standort. Synonyme für Podocarpus nubigenus Lindl. sind: Nageia nubigena (Lindl.) F.Muell., Podocarpus nubicola Makoy ex Henk & Hochst., Podocarpus nubigena Lindl. und Saxegothaea gracilis Gordon & Glend.

## Verwendung
Das Holz ist von guter Qualität. Das Kernholz ist meist hell-gelb bis gelblich-braun. Das rötliche Holz besitzt gerade Fasern. Das Holz ist sehr wasserbeständig. Es wird beim Hausbau und für Wandverkleidungen verwendet. Die Verwendung dieses schön gefärbten Holzes reicht auch von Möbeln bis zu Sportgeräten.
Das Podocarpium und Epimatium (oft als „Frucht“ bezeichnet) sind essbar.
Podocarpus nubigenus wird als Zierpflanze verwendet. Sie gedeiht am besten mit etwas Beschattung durch höhere Bäume. Sie kann als niedrigste Temperaturen etwa −8° und einige Wochen unter Schnee aushalten, dies entspricht der USDA-Klimazone 8.

## Trivialnamen in anderen Sprachen
Trivialnamen in spanischer Sprache sind: Huililahuani, Mañio, Mañio Hembra, Mañio Macho, Mañiu de la Costa, Mañío de Hojas Punzantes, Pino Amarillo.